# Тонињо Серезо
Тонињо Серезо (21. април 1955) бивши је бразилски фудбалер.

## Каријера
Током каријере играо је за Рома, Сампдорија, Сао Пауло и многе друге клубове.

## Репрезентација
За репрезентацију Бразила дебитовао је 1977. године, наступао и на Светском првенству 1978. и 1982. године. За национални тим одиграо је 57 утакмица и постигао 5 голова.

## Статистика
| Бразил | Бразил | Бразил |
| Год.   | Ута.   | Гол.   |
| ------ | ------ | ------ |
| 1977   | 11     | 2      |
| 1978   | 11     | 0      |
| 1979   | 2      | 0      |
| 1980   | 6      | 1      |
| 1981   | 13     | 2      |
| 1982   | 9      | 0      |
| 1983   | 0      | 0      |
| 1984   | 0      | 0      |
| 1985   | 5      | 0      |
| Укупно | 57     | 5      |